# Sanja Vujović
Sanja Vujović (rođena Damnjanović, 25. maj 1987, Beograd) srpska je rukometašica i bivša reprezentativka Srbije, koja trenutno igra za rumunski Minaur; igra na poziciji levog beka.

## Uspesi
Prvenstvo Slovenije:
- Prvak: 2009

Kup Slovenije:
- Pobednik: 2009

Super liga Srbije za žene:
- Prvak: 2010, 2011

Kup Srbije za žene:
- Pobednik: 2010, 2011

Evropsko prvenstvo:
- Četvrto mesto: 2012

Svetsko prvenstvo:
- Srebrna medalja: 2013
- Idealni tim Evropskog prvenstva 2012.